# Estavayer-le-Lac

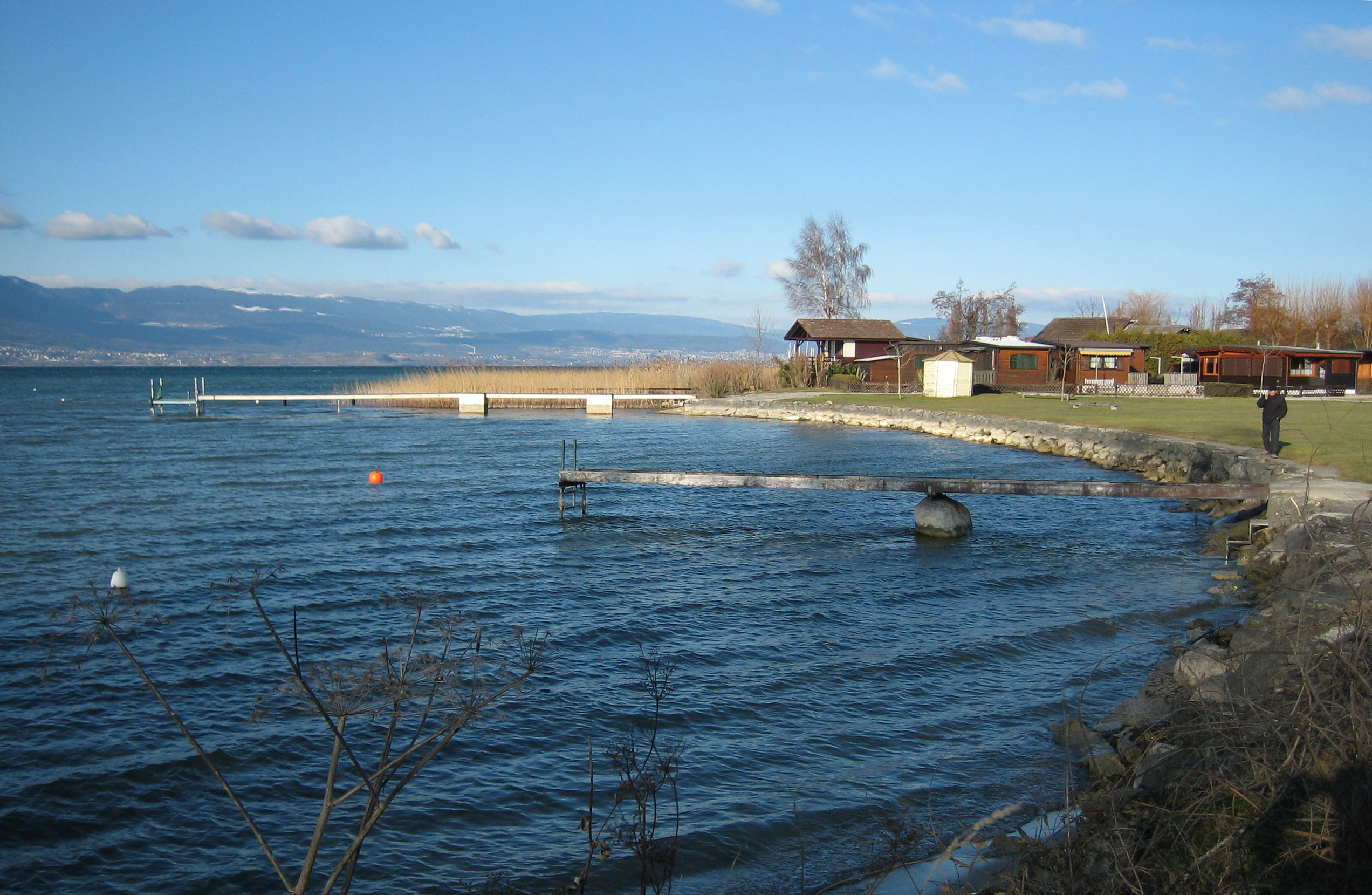
Margem do Lago de Neuchâtel

Estavayer-le-Lac [estavaˈje l(ə) lak] é uma comuna da Suíça, cidade histórica localizada no Cantão de Friburgo, com 5 554 habitantes, de acordo com o censo de 2010, e é um centro econômico da região de Broye. Estende-se por uma área de 8,89 km², de densidade populacional de 866 hab/km². Confina com as seguintes comunas: Autavaux, Gorgier (NE), Les Montets, Lully, Montbrelloz, Saint-Aubin-Sauges (NE), Sévaz e Vaumarcus (NE).
Em 1.º de janeiro de 2012, a comuna de Font fundiu-se com Estavayer-le-Lac.

## Idiomas
De acordo com o censo de 2000, a maioria da população fala francês (81,2%), sendo o alemão a segunda língua mais comum, com 5,8%, e, em terceiro lugar, o albanês, com 3,7%. Havia 46 pessoas que falavam italiano e duas que falavam romanche.

## Geografia
Estavayer-le-Lac situa-se a 448 metros acima do nível do mar em um enclave do cantão de Friburgo, 25 km à oeste da capital do cantão (em linha reta). A pequena cidade, à noroeste da região central de Friburgo, estende-se, levemente elevada, sobre a margem sul do lago Neuchâtel e sobre o platô adjacente do vasto cume que separa o lago de Neuchtâtel da planície do rio Broye.
A área de 6,4 km² do território municipal abrange uma parte da margem sul do lago Neuchtâtel (cerca de 3,5 km da extensão da margem do lago). Na zona de Estavayer-le-Lac, o lago possui uma zona ripária baixa de até 500 metros de extensão. Especialmente na parte nordeste na qual se encontra a lagoa Grande Gouille, predominavam faixas florestais de junco e pântanos. Essas zonas pertencem à preservação ambiental da Grande Cariçaie.
No sul, incorpora-se uma escarpa de 10 a 40 metros de altura que, em La Corbière, é perpassada por rochedos de arenito.  Acima do barranco, a área transforma-se num vasto planalto que apresenta apenas mínimas diferenças de relevo. Existem aqui dois cursos de água de superfície, o córrego da vila (Dorfbach) de Lully, que desemboca ao oeste da marina do lago Neuchtâtel, e um outro córrego um  pouco menor o qual supera, junto a La Corbière, o barranco entre o planalto e a zona ripária com a cachoeira Saut de la Pucelle. A maior elevação de Estavayer-le-Lac atinge 488 m acima do nível do mar, na propriedade agrícola Toutvent e no corredor Les Esserpis na fronteira leste do município. Em 1997, a área do município era representada por 31 % de povoamento, 6 % de florestas e arbustos, 59 % de agricultura e pouco mais de 4 % de terra improdutiva (faixa de juncos).
A aldeia de La Corbière (465 m acima do nível do mar), bem ao nordeste da área municipal sobre o platô e acima da escarpa, bem como também outras propriedades agrícolas pertencem à Estavayer-le-Lac.

## População
Com 6094 habitantes (dados do dezembro 2013) Estavayer-le-Lac faz parte dos municípios de porte médio do cantão de Friburgo. Desde 1990, a população aumentou lentamente, porém de uma forma constante. Taxas significativas de crescimento populacional foram registradas no início do século, nos anos setenta e desde 1990. No início de fevereiro de 2009, foi alcançada uma população de 5000. A área de urbanização de Estavayer-le-Lac mescla-se quase perfeitamente com a área do município vizinho de Lully.
Referente à distribuição de idade, de acordo com as estatísticas do ano 2000, adultos de 20 a 64 anos formam com 57,9% o maior grupo da população, seguido pelos jovens com menos de 20 anos com 28,7% e os idosos com mais de 64 anos com 13,3%.
Dos habitantes do município, 81,2% são de língua francesa, 5,8 por cento de língua alemã e 3,7% falam albanês (dados do ano 2000). Os restantes 9% são distribuídos entre os diferentes grupos linguísticos, em que o espanhol e o italiano compõem a maior percentagem. A proporção dos estrangeiros é de cerca 24% e assim fica muito acima da média do cantão de Friburgo (15 por cento).
A população de Estavayer-le-Lac é predominantemente católica. Em 2000, 64% dos moradores eram católicos, 13% protestantes, 8% pertenciam as outras denominações religiosas, 7% sem religião, e sobre o resto não há dados confiáveis.

## Política

### Legislativo
O poder legislativo é eleito a cada cinco anos pelos eleitores do município de Estavayer-le-Lac. O conselho geral é composto por 50 membros, que são eleitos pelo método de representação proporcional. As responsabilidades do conselho geral incluem o orçamento, a contabilidade, o estabelecimento de normas comunitárias e o controle do poder executivo.
Nas eleições de 2006, a distribuição de cadeiras foi a seguinte:
- Freisinnig-Demokratische Partei: 17
- PVC: 16
- SP: 11
- SVP: 6

### Executivo
O poder executivo é o conselho comunal. É composto por nove membros e é eleito por voto distrital. A duração do mandato é de cinco anos. O conselho é responsável pela execução das decisões do Parlamento, a execução das leis do governo federal, a representação e a gestão do município. O prefeito também é eleito por cinco anos e possui competências amplas.
Os nove conselheiros comunais são:
- Albert Bachmann (Freisinnig-Demokratische Partei): Prefeito
- André Losey (CVP): Vice-Prefeito
- Jacques Blanc (Freisinnig-Demokratische Partei):
- Stefano Fabbro (SP)
- Anne Meyer Loetscher (CVP)
- Frédéric Pierre Petit (Freisinnig-Demokratische Partei)
- Christophe Pillonel (CVP)
- Jean-Baptiste Quinodoz (SP)
- Michel Zádory (SVP)

## Economia e infra-estrutura
Estavayer-le-Lac sempre foi uma cidade agrícola onde a produção do campo era processada e comercializada. Também a pesca do lago de Neuchâtel teve um papel importante. A industrialização da cidade começou em 1777 com a criação de uma filial da manufatura de tecidos Indienne de Cortaillod. Desde cerca de 1900, fábricas e indústrias de alimentos impulsionam a economia local.
Atualmente, Estavayer-le-Lac oferece em torno de 2700 postos de trabalho. Com 1% de trabalhadores que ainda se ocupam do setor primário, a agricultura possui agora apenas um valor marginal no poder de compra da população. Cerca de 42% dos trabalhadores são assalariados em no setor industrial enquanto que o setor de serviços representa 57% da força de trabalho (Dados de 2000).
Nos campos da região de Estavayer-le-Lac as culturas predominantes são de terras aráveis e plantações de legumes. Além disso, a fruticultura e a indústria láctea também tem efeito significativo na economia.

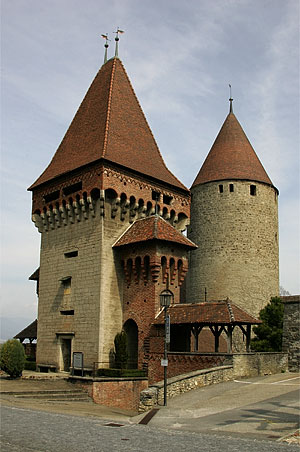
Castelo Chenaux

A área industrial de Estavayer-le-Lac estão localizadas na parte sul do centro histórico e nos arredores da estação de trem. Empresas importantes de processamento de alimentos, bebidas e tabaco (como a indústria de laticínios Estavayer Lait, fábrica de conserva e tabaco), indústria madeireira e metalúrgica, construção civil e fornecimento de energia são ativas na cidade. Além disso, há inúmeras outras empresas de pequeno e médio porte especializadas em tecnologias da informação, engenharia de precisão e indústria têxtil.
No setor terciário oferece inúmeros postos de trabalho na administração, educação, saúde, turismo e gastronomia. Estavayer-le-Lac é a sede do hospital distrital que foi anexado em 1999, junto com o hospital regional de Payerne, ao hospital intercantonal de la Broye.
O projeto Estavenir está entre as perspectivas futuras para a economia da região. A instalação do parque tecnológico para pesquisa, produção, comércio e logística está planejada para ser construída em uma área de cerca de 90 mil m² de fácil acesso na periferia da cidade.

### Turismo
Como atrações turísticas, Estavayer-le-Lac oferece seu bairro medieval predominantemente intacto com o castelo Chenaux, o museu histórico local da Maison de la Dîme, o chamado Museu das Rãs (Musée des grenouilles), a galeria de arte e o porto de Neuchâtel. Além de vários hotéis, Estavayer-le-Lac também dispõe de alojamentos em camping.

### Trânsito e transporte público
O município tem uma boa rede viária. Ele está localizado junto à estrada principal de Yverdon-les-Bains para Payerne, que aqui ramifica-se para a estrada para Avenches. O centro histórico já é, há algum tempo, descongestionado do trânsito de passagem, devido a um desvio local. O  acesso mais próximo á via rápida A1 (Berna–Lausanne), inaugurada no ano de 2001, encontra-se cerca de 2 km de distância do centro da cidade.
A ligação com a malha ferroviária suíça deu-se em 1° de fevereiro de 1877, quando a linha entre Payerne e Yverdon-les-Bains foi estabelecida. As linhas de ônibus do transporte metropolitano friburgense, que circula de Estavayer-le-Lac para Friburgo, para Châbles e para Rueyres-les-Prés, bem como em um circular até Vuissens, na parte sul da cidade, provêem a micro-distribuição no sistema de transporte público.
Estavayer-le-Lac está conectada a maiores distâncias com os outros municípios banhados pelo lago através da rede fluvial no lago de Neuchâtel.

## Educação
A cidade possui toda estrutura dos níveis de ensino obrigatórios. Alunas e alunos do ensino secundário, não obrigatório, frequentam o ensino secundário intercantonal em Payerne (Gymnasium intercantonal de la Broye) inaugurado no verão de 2005. Adicionalmente existem diversas escolas particulares.

## Esporte
A sua localização conveniente junto ao lago, faz de  Estavayer-le-Lac um destino popular para os entusiastas de esportes aquáticos. Ele oferece a oportunidade de praticar esqui aquático, velejar, mergulhar ou pescar. Também há localizado nas imediações do castelo, um campo de mini-golfe, e entre a cidade histórica e o porto existem várias quadras de tênis. Além disso, os habitantes podem exercer seus hobbys em diferentes associações.

## História
A região de Estavayer já era habitada nos séculos III e IV a.C., conforme mostram assentamentos neolíticos às margens do lago. Também foram encontrados restos de palafitas da Idade do Bronze, habitadas do século XI ao XIX a.C., e que trouxeram à luz importantes achados, como joias, facas e ferramentas. Enquanto os primeiros assentamentos se encontravam perto da margem do rio, estima-se que um assentamento da Idade do Ferro, entre 800 e 450 a.C, se situava na colina, no lugar do atual centro histórico. Um dos achados mais importantes da região é um punhal de ferro, provavelmente forjado entre 650 e 550 a.C. e que serviu como oferenda.
A primeira referência documentada ao local apareceu em 1156 pelo nome Stavaiel. Mais tarde surgiram as denominações Estavaiel (a partir da segunda metade do século XII), Stavail (1177), Estavaye (1184), e ainda no mesmo ano Estavayer. Em seguida o nome alterou-se para Estavayer (1228), passando antes também por Estavaie (1212). No decorrer dos séculos XIII e XIV surgiram denominações latinas como Estavayacum (1265) e Staviaco (1324). Através da forma Estaviaco lacu, no ano 1403, estabeleceu-se, pela primeira vez, uma diferença clara do outro povoado denominado Estavayer , perto do castelo Gibloux. Também há registros das formas alemãs Steviols (1231), Staviolo (1239), e Stäffies (1578).
A origem do nome até hoje não foi esclarecida. Existem diferentes origens etimológicas, das quais a mais aceita é o diminutivo da palavra latina estábulo: stabiellum (proveniente de stabulum). Outros autores defendem que a origem do nome seja o nome alemão Stavius, ou ainda, sugerem uma raiz céltica como stavaia (edifício) e estabelecem com isso paralelo com a origem do nome da localidade Stäfa, no cantão de Zurique. Outras possibilidades são a palavra do latim tardio stadivum (margem) e a palavra alemã staffal (chalé). Essa etimologia, no entanto, não condiz com a denominação de outros locais que levam o nome de Estavayer: Estavayer-le-Lac se situa às margens do lago, Estavayer-le-Gibloux na região pré-alpina.
Pouco se sabe sobre as origens e a data de fundação de Estavayer-le-Lac. Uma versão seria de que a cidade tenha sido fundada já em 512 por um comandante alemão chamado Stavius, no entanto, essa versão não pode ser historicamente comprovada, e portanto assume-se que se trate apenas de uma lenda.
Acredita-se que Estavayer tenha sido fundada no século XII pelo bispo de Lausanne. A história inicial da cidade está fortemente ligada à da família de nobres von Stäffis (em francês: d’Estavayer). Essa família dominou a região de Estavayer e dividiu-se, em meados do século XII, em duas linhagens, mais tarde em três. As três linhagens permaneceram em Estavayer, por isso, a cidade possuía três castelos na Idade Média. O primeiro castelo foi o Motte-Châtel no oeste do centro histórico (hoje não mais existente), o segundo encontrava-se no sudeste (acredita-se que o Tour de Savoie pertencesse a esse castelo), e o terceiro e mais novo castelo é o atual Château des Chenaux. Em termos territoriais, o poder de Estavayer não dividia-se estritamente em três partes, e, sim, obedecia a uma administração conjunta dos três senhores.
A partir de 1245, a cidade passou a pertencer ao ducado de Savoyen e era local de residência do castelão, escolhido pelos Savoyen. Em 1350, foi concedido aos cidadãos certo grau de liberdade. Em 27 de outubro de 1475, durante as Guerras de Burgunda, a cidade foi capturada pelo confederados, consequentemente, em 1488, um castelão friburguense passou a residir no castelo Chenaux. No que diz respeito à conquista do cantão de Vaud, Freiburg ocupou, em 1536, o castelo Savoie e anexou a região. Ao mesmo tempo, o antigo controle de Estavayer foi convertido num Landvogtei (uma espécie de magistrado) friburguense. A partir de então, o castelo Chenaux passou a servir como sede. Após a morte, em 1632, da terceira linhagem de senhores de Estavayer, a área do antigo domínio passou ao controle friburguense em 1635. Desse modo, o Landvogtei de Estavayer passou a abranger todas as aldeias ao leste da cidade, hoje pertencentes à região de Broye, e a se estender ao sul até onde hoje se encontram as cidades de Les Montets e Nuvilly. Também Delley, Port Alban e Vallon pertenciam ao Vogtei como exclaves.
Em torno de 1600 a população diminuiu drasticamente em função de graves epidemias. Após o colapso do Antigo Regime em 1798, Estavayer-le-Lac passou a ser, durante a República Helvética e os tempos que seguiram, a principal localidade da região de Estavayer, até que, em 1848, foi incorporada à região de Broye. A cidade continou sendo o único grande centro e a principal cidade da região de Broye.